# Canarium
Canarium  L. è un genere di piante appartenente alla famiglia delle Burseracee.

## Distribuzione e habitat
Il genere ha un ampio areale che si estende dall'Africa tropicale all'oceano Pacifico occidentale.

## Tassonomia
Il genere comprende le seguenti specie:
- Canarium acutifolium (DC.) Merr.
- Canarium album (Lour.) DC.
- Canarium ampasindavae Daly, Raharim. & Federman
- Canarium apertum H.J.Lam
- Canarium arcuatum Daly, Raharim. & Federman
- Canarium asperum Benth.
- Canarium australasicum (F.M.Bailey) Leenh.
- Canarium australianum F.Muell.
- Canarium balansae Engl.
- Canarium balsamiferum Willd.
- Canarium batjanense Leenh.
- Canarium bengalense Roxb.
- Canarium betamponae Daly, Raharim. & Federman
- Canarium boivinii Engl.
- Canarium bullatum (Leenh.) Daly, Raharim. & Federman
- Canarium caudatum King
- Canarium cestracion Leenh.
- Canarium chinare Grutt. & H.J.Lam
- Canarium cinereum Guillaumin
- Canarium compressum Daly, Raharim. & Federman
- Canarium copaliferum A.Chev.
- Canarium decumanum Gaertn.
- Canarium denticulatum Blume
- Canarium dichotomum (Blume) Miq.
- Canarium divergens Engl.
- Canarium egregium Daly, Raharim. & Federman
- Canarium elegans Daly, Raharim. & Federman
- Canarium engleri H.J.Lam
- Canarium euphyllum Kurz
- Canarium euryphyllum G.Perkins
- Canarium ferrugineum Daly, Raharim. & Federman
- Canarium findens Daly, Raharim. & Federman
- Canarium fugax Daly, Raharim. & Federman
- Canarium fuscocalycinum Stapf ex Ridl.
- Canarium galokense Daly, Raharim. & Federman
- Canarium globosum Daly, Raharim. & Federman
- Canarium gracile Engl.
- Canarium grandifolium (Ridl.) H.J.Lam
- Canarium harveyi Seem.
- Canarium hirsutum Willd.
- Canarium indicum L.
- Canarium indistinctum Daly, Raharim. & Federman
- Canarium intermedium H.J.Lam
- Canarium kaniense Lauterb.
- Canarium karoense H.J.Lam
- Canarium kerrii Craib
- Canarium kinabaluense Leenh.
- Canarium kipella (Blume) Miq.
- Canarium kostermansii Leenh.
- Canarium lamianum Daly, Raharim. & Federman
- Canarium lamii Leenh.
- Canarium latistipulatum Ridl.
- Canarium liebertianum Engl.
- Canarium liguliferum Leenh.
- Canarium littorale Blume
- Canarium lobocarpum Daly, Raharim. & Federman
- Canarium longistipulatum Daly, Raharim. & Federman
- Canarium luzonicum (Blume) A.Gray
- Canarium lyi C.D.Dai & Yakovlev
- Canarium macadamii Leenh.
- Canarium madagascariense Engl.
- Canarium maluense Lauterb.
- Canarium manii King
- Canarium manongarivum Daly, Raharim. & Federman
- Canarium megacarpum Leenh.
- Canarium megalanthum Merr.
- Canarium merrillii H.J.Lam
- Canarium moramangae Daly, Raharim. & Federman
- Canarium muelleri F.M.Bailey
- Canarium multiflorum Engl.
- Canarium multinerve Daly, Raharim. & Federman
- Canarium nitidifolium Daly, Raharim. & Federman
- Canarium obovatum Daly, Raharim. & Federman
- Canarium obtusifolium Scott Elliot
- Canarium odontophyllum Miq.
- Canarium oleiferum Baill.
- Canarium oleosum (Lam.) Engl.
- Canarium ovatum Engl.
- Canarium pallidum Daly, Raharim. & Federman
- Canarium paniculatum (Lam.) Benth. ex Engl.
- Canarium parvum Leenh.
- Canarium patentinervium Miq.
- Canarium perlisanum Leenh.
- Canarium pilicarpum Daly, Raharim. & Federman
- Canarium pilososylvestre Leenh.
- Canarium pilosum A.W.Benn.
- Canarium pimela K.D.Koenig
- Canarium planifolium Daly, Raharim. & Federman
- Canarium polyphyllum K.Schum.
- Canarium pseudodecumanum Hochr.
- Canarium pseudopatentinervium H.J.Lam
- Canarium pseudopimela Kochummen
- Canarium pseudosumatranum Leenh.
- Canarium pulchrebracteatum Guillaumin
- Canarium reniforme Kochummen & Whitmore
- Canarium resiniferum Bruce ex King
- Canarium rigidum (Blume) Zipp. ex Miq.
- Canarium rotundifolium Guillaumin
- Canarium salomonense B.L.Burtt
- Canarium sarawakanum Kochummen
- Canarium scholasticum Daly, Raharim. & Federman
- Canarium schweinfurtii Engl.
- Canarium sikkimense King
- Canarium strictum Roxb.
- Canarium subsidarium Daly, Raharim. & Federman
- Canarium subtile Daly, Raharim. & Federman
- Canarium subulatum Guillaumin
- Canarium sumatranum Boerl. & Koord.
- Canarium sylvestre Gaertn.
- Canarium thorelianum Guillaumin
- Canarium trifoliolatum Engl.
- Canarium trigonum H.J.Lam
- Canarium vanikoroense Leenh.
- Canarium venosum Craib
- Canarium vitiense A.Gray
- Canarium vittatistipulatum Guillaumin
- Canarium vrieseanum Engl.
- Canarium vulgare Leenh.
- Canarium whitei Guillaumin
- Canarium zeylanicum (Retz.) Blume